# Grand Prix de l'Escaut 2017
La 105e édition du Grand Prix de l'Escaut a eu lieu le 5 avril 2017. La course fait partie du calendrier UCI Europe Tour 2017 en catégorie 1.HC.

## Présentation

### Équipes
Classé en catégorie 1.HC de l'UCI Europe Tour, le Grand Prix de l'Escaut est par conséquent ouvert aux WorldTeams dans la limite de 70 % des équipes participantes, aux équipes continentales professionnelles, aux équipes continentales belges et à une équipe nationale belge.
Vingt-deux équipes participent à ce Grand Prix de l'Escaut - quatorze WorldTeams et huit équipes continentales professionnelles :
| WorldTeams (14)- AG2R La Mondiale - Astana - Bahrain-Merida - Bora-Hansgrohe - Cannondale-Drapac - Dimension Data - FDJ - Katusha-Alpecin - Lotto NL-Jumbo - Lotto-Soudal - Quick-Step Floors - Sky - Team Sunweb - Trek-Segafredo Équipes continentales professionnelles (8)- Cofidis, Solutions Crédits - Fortuneo-Vital Concept - Roompot-Nederlandse Loterij - Sport Vlaanderen-Baloise - Verandas Willems-Crelan - Wanty-Groupe Gobert - WB-Veranclassic-Aqua Protect - Wilier Triestina-Selle Italia |
| |

## Classements

### Classement final
| \| Classement général \| Classement général \| Classement général \| Classement général \| Classement général \| \| Coureur \| Coureur \| Pays \| Équipe \| Temps \| \| ------------------ \| --------------------------- \| ------------------ \| -------------------------- \| ------------------ \| \| 1er \| Marcel Kittel \| Allemagne \| Quick-Step Floors \| 4 h 35 min 25 s \| \| 2e \| Elia Viviani \| Italie \| Team Sky \| + 0 s \| \| 3e \| Nacer Bouhanni \| France \| Cofidis, Solutions Crédits \| + 0 s \| \| 4e \| Jürgen Roelandts \| Belgique \| Lotto-Soudal \| + 0 s \| \| 5e \| Pascal Ackermann \| Allemagne \| Bora-Hansgrohe \| + 0 s \| \| 6e \| Rudy Barbier \| France \| AG2R La Mondiale \| + 0 s \| \| 7e \| Reinardt Janse van Rensburg \| Afrique du Sud \| Dimension Data \| + 0 s \| \| 8e \| Marc Sarreau \| France \| FDJ \| + 0 s \| \| 9e \| Ramon Sinkeldam \| Pays-Bas \| Team Sunweb \| + 0 s \| \| 10e \| Jonas Van Genechten \| Belgique \| Cofidis, Solutions Crédits \| + 0 s \| |                             |                |                            |                 |
| |                             |                |                            |                 |
| Source : ProCyclingStats |                             |                |                            |                 |
| Classement général |                             |                |                            |                 |
| Coureur | Coureur                     | Pays           | Équipe                     | Temps           |
| 1er | Marcel Kittel               | Allemagne      | Quick-Step Floors          | 4 h 35 min 25 s |
| 2e | Elia Viviani                | Italie         | Team Sky                   | + 0 s           |
| 3e | Nacer Bouhanni              | France         | Cofidis, Solutions Crédits | + 0 s           |
| 4e | Jürgen Roelandts            | Belgique       | Lotto-Soudal               | + 0 s           |
| 5e | Pascal Ackermann            | Allemagne      | Bora-Hansgrohe             | + 0 s           |
| 6e | Rudy Barbier                | France         | AG2R La Mondiale           | + 0 s           |
| 7e | Reinardt Janse van Rensburg | Afrique du Sud | Dimension Data             | + 0 s           |
| 8e | Marc Sarreau                | France         | FDJ                        | + 0 s           |
| 9e | Ramon Sinkeldam             | Pays-Bas       | Team Sunweb                | + 0 s           |
| 10e | Jonas Van Genechten         | Belgique       | Cofidis, Solutions Crédits | + 0 s           |

### UCI Europe Tour
Ce Grand Prix de l'Escaut attribue des points pour l'UCI Europe Tour 2017, par équipes seulement aux coureurs des équipes continentales professionnelles et continentales, individuellement à tous les coureurs sauf ceux faisant partie d'une équipe ayant un label WorldTeam.
| Position,          | 1er | 2e  | 3e  | 4e  | 5e | 6e | 7e | 8e | 9e | 10e | 11e | 12e | 13e | 14e | 15e | 16e à 30e | 31e à 40e |
| Classement général | 200 | 150 | 125 | 100 | 85 | 70 | 60 | 50 | 40 | 35  | 30  | 25  | 20  | 15  | 10  | 5         | 3         |

## Liste des participants
| Légende | Légende                                                                    | Légende | Légende                                                    |
| ------- | -------------------------------------------------------------------------- | ------- | ---------------------------------------------------------- |
| Num     | Dossard de départ porté par le coureur sur ce Grand Prix de l'Escaut       | Pos     | Position à l'arrivée de la course                          |
|         | Indique un maillot de champion national ou mondial, suivi de sa spécialité | NP      | Indique un coureur qui n'a pas pris le départ de la course |
| AB      | Indique un coureur qui n'a pas terminé la course                           | HD      | Indique un coureur qui a terminé la course hors des délais |

| Quick-Step Floors QSF                | Quick-Step Floors QSF   | Quick-Step Floors QSF |
| ------------------------------------ | ----------------------- | --------------------- |
| Num                                  | Coureur                 | Pos                   |
| 1                                    | Marcel Kittel (GER)     |                       |
| 2                                    | Tom Boonen (BEL)        |                       |
| 3                                    | Tim Declercq (BEL)      |                       |
| 4                                    | Iljo Keisse (BEL)       |                       |
| 5                                    | Davide Martinelli (ITA) |                       |
| 6                                    | Fabio Sabatini (ITA)    |                       |
| 7                                    | Zdeněk Štybar (CZE)     |                       |
| 8                                    | Matteo Trentin (ITA)    |                       |
| Directeur sportif : Wilfried Peeters |                         |                       |

| Bora-Hansgrohe BOH  | Bora-Hansgrohe BOH        | Bora-Hansgrohe BOH |
| ------------------- | ------------------------- | ------------------ |
| Num                 | Coureur                   | Pos                |
| 11                  | Peter Sagan (SVK) (Route) |                    |
| 12                  | Pascal Ackermann (GER)    |                    |
| 13                  | Erik Baška (SVK)          |                    |
| 14                  | Michal Kolář (SVK)        |                    |
| 15                  | Matteo Pelucchi (ITA)     |                    |
| 16                  | Christoph Pfingsten (GER) |                    |
| 17                  | Andreas Schillinger (GER) |                    |
| 18                  | Rüdiger Selig (GER)       |                    |
| Directeur sportif : |                           |                    |

| Lotto-Soudal LTS    | Lotto-Soudal LTS            | Lotto-Soudal LTS |
| ------------------- | --------------------------- | ---------------- |
| Num                 | Coureur                     | Pos              |
| 21                  | André Greipel (GER) (Route) |                  |
| 22                  | Lars Bak (DEN)              |                  |
| 23                  | Tony Gallopin (FRA)         |                  |
| 24                  | Moreno Hofland (NED)        |                  |
| 25                  | Nikolas Maes (BEL)          |                  |
| 26                  | Jürgen Roelandts (BEL)      |                  |
| 27                  | Marcel Sieberg (GER)        |                  |
| 28                  | Jelle Wallays (BEL)         |                  |
| Directeur sportif : |                             |                  |

| AG2R La Mondiale ALM | AG2R La Mondiale ALM     | AG2R La Mondiale ALM |
| -------------------- | ------------------------ | -------------------- |
| Num                  | Coureur                  | Pos                  |
| 31                   | Oliver Naesen (BEL)      |                      |
| 32                   | Gediminas Bagdonas (LTU) |                      |
| 33                   | Rudy Barbier (FRA)       |                      |
| 34                   | Nico Denz (GER)          |                      |
| 35                   | Julien Duval (FRA)       |                      |
| 36                   | Alexis Gougeard (FRA)    |                      |
| 37                   | Hugo Houle (CAN)         |                      |
| 38                   | Stijn Vandenbergh (BEL)  |                      |
| Directeur sportif :  |                          |                      |

| Astana AST          | Astana AST                   | Astana AST |
| ------------------- | ---------------------------- | ---------- |
| Num                 | Coureur                      | Pos        |
| 41                  | Riccardo Minali (ITA)        |            |
| 42                  | Zhandos Bizhigitov (KAZ)     |            |
| 43                  | Matti Breschel (DEN)         |            |
| 44                  | Laurens De Vreese (BEL)      |            |
| 45                  | Dmitriy Gruzdev (KAZ) (Clm)  |            |
| 46                  | Arman Kamyshev (KAZ) (Route) |            |
| 47                  | Truls Engen Korsæth (NOR)    |            |
| 48                  | Ruslan Tleubayev (KAZ)       |            |
| Directeur sportif : |                              |            |

| Bahrain-Merida TBM  | Bahrain-Merida TBM       | Bahrain-Merida TBM |
| ------------------- | ------------------------ | ------------------ |
| Num                 | Coureur                  | Pos                |
| 51                  | Niccolò Bonifazio (ITA)  |                    |
| 52                  | Borut Božič (SLO)        |                    |
| 53                  | Iván García (ESP)        |                    |
| 54                  |                          |                    |
| 55                  | Jon Ander Insausti (ESP) |                    |
| 56                  |                          |                    |
| 57                  | Luka Pibernik (SLO)      |                    |
| 58                  | Meiyin Wang (CHN)        |                    |
| Directeur sportif : |                          |                    |

| Cannondale-Drapac CDT | Cannondale-Drapac CDT     | Cannondale-Drapac CDT |
| --------------------- | ------------------------- | --------------------- |
| Num                   | Coureur                   | Pos                   |
| 61                    | Wouter Wippert (NED)      |                       |
| 62                    | Patrick Bevin (NZL)       |                       |
| 63                    | William Clarke (AUS)      |                       |
| 64                    | Sebastian Langeveld (NED) |                       |
| 65                    | Thomas Scully (NZL)       |                       |
| 66                    | Tom Van Asbroeck (BEL)    |                       |
| 67                    |                           |                       |
| 68                    |                           |                       |
| Directeur sportif :   |                           |                       |

| FDJ                             | FDJ                      | FDJ |
| ------------------------------- | ------------------------ | --- |
| Num                             | Coureur                  | Pos |
| 71                              | Arnaud Démare (FRA)      |     |
| 72                              | Mickaël Delage (FRA)     |     |
| 73                              | Jacopo Guarnieri (ITA)   |     |
| 74                              | Daniel Hoelgaard (NOR)   |     |
| 75                              | Matthieu Ladagnous (FRA) |     |
| 76                              | Olivier Le Gac (FRA)     |     |
| 77                              | Marc Sarreau (FRA)       |     |
| 78                              |                          |     |
| Directeur sportif : Marc Madiot |                          |     |

| Dimension Data DDD  | Dimension Data DDD                        | Dimension Data DDD |
| ------------------- | ----------------------------------------- | ------------------ |
| Num                 | Coureur                                   | Pos                |
| 81                  | Tyler Farrar (USA)                        |                    |
| 82                  | Bernhard Eisel (AUT)                      |                    |
| 83                  | Ryan Gibbons (RSA)                        |                    |
| 84                  | Reinardt Janse van Rensburg (RSA) (Route) |                    |
| 85                  | Youcef Reguigui (ALG)                     |                    |
| 86                  | Mark Renshaw (AUS)                        |                    |
| 87                  | Jay Robert Thomson (RSA)                  |                    |
| 88                  | Scott Thwaites (GBR)                      |                    |
| Directeur sportif : |                                           |                    |

| Katusha-Alpecin KAT | Katusha-Alpecin KAT       | Katusha-Alpecin KAT |
| ------------------- | ------------------------- | ------------------- |
| Num                 | Coureur                   | Pos                 |
| 91                  | Baptiste Planckaert (BEL) |                     |
| 92                  | Jenthe Biermans (BEL)     |                     |
| 93                  | Marco Haller (AUT)        |                     |
| 94                  | Reto Hollenstein (SUI)    |                     |
| 95                  | Marco Mathis (GER)        |                     |
| 96                  | Michael Mørkøv (DEN)      |                     |
| 97                  | Mads Würtz Schmidt (DEN)  |                     |
| 98                  | Rick Zabel (GER)          |                     |
| Directeur sportif : |                           |                     |

| Lotto NL-Jumbo TLJ  | Lotto NL-Jumbo TLJ              | Lotto NL-Jumbo TLJ |
| ------------------- | ------------------------------- | ------------------ |
| Num                 | Coureur                         | Pos                |
| 101                 | Dylan Groenewegen (NED) (Route) |                    |
| 102                 | Lars Boom (NED)                 |                    |
| 103                 | Twan Castelijns (NED)           |                    |
| 104                 | Steven Lammertink (NED)         |                    |
| 105                 | Timo Roosen (NED)               |                    |
| 106                 | Gijs Van Hoecke (BEL)           |                    |
| 107                 | Robert Wagner (GER)             |                    |
| 108                 | Maarten Wynants (BEL)           |                    |
| Directeur sportif : |                                 |                    |

| Sky SKY             | Sky SKY                | Sky SKY |
| ------------------- | ---------------------- | ------- |
| Num                 | Coureur                | Pos     |
| 111                 | Elia Viviani (ITA)     |         |
| 112                 | Jonathan Dibben (GBR)  |         |
| 113                 | Owain Doull (GBR)      |         |
| 114                 | Christian Knees (GER)  |         |
| 115                 | Gianni Moscon (ITA)    |         |
| 116                 | Luke Rowe (GBR)        |         |
| 117                 | Ian Stannard (GBR)     |         |
| 118                 | Danny van Poppel (NED) |         |
| Directeur sportif : |                        |         |

| Sunweb SUN          | Sunweb SUN             | Sunweb SUN |
| ------------------- | ---------------------- | ---------- |
| Num                 | Coureur                | Pos        |
| 121                 | Phil Bauhaus (GER)     |            |
| 122                 | Bert De Backer (BEL)   |            |
| 123                 | Lennard Hofstede (NED) |            |
| 124                 | Lennard Kämna (GER)    |            |
| 125                 | Ramon Sinkeldam (NED)  |            |
| 126                 | Mike Teunissen (NED)   |            |
| 127                 | Zico Waeytens (BEL)    |            |
| 128                 | Max Walscheid (GER)    |            |
| Directeur sportif : |                        |            |

| Trek-Segafredo TSF  | Trek-Segafredo TSF                    | Trek-Segafredo TSF |
| ------------------- | ------------------------------------- | ------------------ |
| Num                 | Coureur                               | Pos                |
| 131                 | Edward Theuns (BEL)                   |                    |
| 132                 | Eugenio Alafaci (ITA)                 |                    |
| 133                 |                                       |                    |
| 134                 | Matthias Brändle (AUT) (Route et Clm) |                    |
| 135                 | Mads Pedersen (DEN)                   |                    |
| 136                 | Gregory Rast (SUI)                    |                    |
| 137                 | Kiel Reijnen (USA)                    |                    |
| 138                 | Boy van Poppel (NED)                  |                    |
| Directeur sportif : |                                       |                    |

| Cofidis COF         | Cofidis COF               | Cofidis COF |
| ------------------- | ------------------------- | ----------- |
| Num                 | Coureur                   | Pos         |
| 141                 | Nacer Bouhanni (FRA)      |             |
| 142                 | Dimitri Claeys (BEL)      |             |
| 143                 | Hugo Hofstetter (FRA)     |             |
| 144                 | Florian Sénéchal (FRA)    |             |
| 145                 | Geoffrey Soupe (FRA)      |             |
| 146                 | Michael Van Staeyen (BEL) |             |
| 147                 | Kenneth Vanbilsen (BEL)   |             |
| 148                 | Jonas Van Genechten (BEL) |             |
| Directeur sportif : |                           |             |

| Fortuneo-Vital Concept FVC | Fortuneo-Vital Concept FVC | Fortuneo-Vital Concept FVC |
| -------------------------- | -------------------------- | -------------------------- |
| Num                        | Coureur                    | Pos                        |
| 151                        | Daniel McLay (GBR)         |                            |
| 152                        | Franck Bonnamour (FRA)     |                            |
| 153                        | Erwann Corbel (FRA)        |                            |
| 154                        | Maxime Daniel (FRA)        |                            |
| 155                        | Elie Gesbert (FRA)         |                            |
| 156                        | Francis Mourey (FRA)       |                            |
| 157                        | Pierre-Luc Périchon (FRA)  |                            |
| 158                        | Boris Vallée (BEL)         |                            |
| Directeur sportif :        |                            |                            |

| Roompot-Nederlandse Loterij RNL | Roompot-Nederlandse Loterij RNL | Roompot-Nederlandse Loterij RNL |
| ------------------------------- | ------------------------------- | ------------------------------- |
| Num                             | Coureur                         | Pos                             |
| 161                             | André Looij (NED)               |                                 |
| 162                             | Tim Ariesen (NED)               |                                 |
| 163                             | Jesper Asselman (NED)           |                                 |
| 164                             | Pim Ligthart (NED)              |                                 |
| 165                             | Taco van der Hoorn (NED)        |                                 |
| 166                             | Etienne van Empel (NED)         |                                 |
| 167                             | Brian van Goethem (NED)         |                                 |
| 168                             | Coen Vermeltfoort (NED)         |                                 |
| Directeur sportif :             |                                 |                                 |

| Sport Vlaanderen-Baloise SVB | Sport Vlaanderen-Baloise SVB | Sport Vlaanderen-Baloise SVB |
| ---------------------------- | ---------------------------- | ---------------------------- |
| Num                          | Coureur                      | Pos                          |
| 171                          | Preben Van Hecke (BEL)       |                              |
| 172                          | Kevin Deltombe (BEL)         |                              |
| 173                          | Maxime Farazijn (BEL)        |                              |
| 174                          | Edward Planckaert (BEL)      |                              |
| 175                          | Jonas Rickaert (BEL)         |                              |
| 176                          | Jarl Salomein (BEL)          |                              |
| 177                          | Stijn Steels (BEL)           |                              |
| 178                          | Bert Van Lerberghe (BEL)     |                              |
| Directeur sportif :          |                              |                              |

| Verandas Willems-Crelan VWC | Verandas Willems-Crelan VWC | Verandas Willems-Crelan VWC |
| --------------------------- | --------------------------- | --------------------------- |
| Num                         | Coureur                     | Pos                         |
| 181                         | Timothy Dupont (BEL)        |                             |
| 182                         | Sander Cordeel (BEL)        |                             |
| 183                         | Stijn Devolder (BEL)        |                             |
| 184                         | Michael Goolaerts (BEL)     |                             |
| 185                         | Stef Van Zummeren (BEL)     |                             |
| 186                         | Christophe Prémont (BEL)    |                             |
| 187                         | Elias Van Breussegem (BEL)  |                             |
| 188                         | Otto Vergaerde (BEL)        |                             |
| Directeur sportif :         |                             |                             |

| Wanty-Groupe Gobert WGG | Wanty-Groupe Gobert WGG    | Wanty-Groupe Gobert WGG |
| ----------------------- | -------------------------- | ----------------------- |
| Num                     | Coureur                    | Pos                     |
| 191                     | Pieter Vanspeybrouck (BEL) |                         |
| 192                     | Frederik Backaert (BEL)    |                         |
| 193                     | Wesley Kreder (NED)        |                         |
| 194                     | Mark McNally (GBR)         |                         |
| 195                     |                            |                         |
| 196                     | Andrea Pasqualon (ITA)     |                         |
| 197                     | Robin Stenuit (BEL)        |                         |
| 198                     | Frederik Veuchelen (BEL)   |                         |
| Directeur sportif :     |                            |                         |

| WB-Veranclassic-Aqua Protect WVA | WB-Veranclassic-Aqua Protect WVA | WB-Veranclassic-Aqua Protect WVA |
| -------------------------------- | -------------------------------- | -------------------------------- |
| Num                              | Coureur                          | Pos                              |
| 201                              | Roy Jans (BEL)                   |                                  |
| 202                              | Ludwig De Winter (BEL)           |                                  |
| 203                              | Ludovic Robeet (BEL)             |                                  |
| 204                              | Kevyn Ista (BEL)                 |                                  |
| 205                              | Christophe Masson (FRA)          |                                  |
| 206                              | Lawrence Naesen (BEL)            |                                  |
| 207                              | Lukas Spengler (SUI)             |                                  |
| 208                              | Julien Stassen (BEL)             |                                  |
| Directeur sportif :              |                                  |                                  |

| Wilier Triestina-Selle Italia WIL | Wilier Triestina-Selle Italia WIL | Wilier Triestina-Selle Italia WIL |
| --------------------------------- | --------------------------------- | --------------------------------- |
| Num                               | Coureur                           | Pos                               |
| 211                               |                                   |                                   |
| 212                               | Rafael Andriato (BRA)             |                                   |
| 213                               | Liam Bertazzo (ITA)               |                                   |
| 214                               | Matteo Draperi (ITA)              |                                   |
| 215                               | Giuseppe Fonzi (ITA)              |                                   |
| 216                               |                                   |                                   |
| 217                               | Alex Turrin (ITA)                 |                                   |
| 218                               | Eugert Zhupa (ALB)                |                                   |
| Directeur sportif :               |                                   |                                   |